# El Belala
El Belala est une commune de la wilaya d'Oum El-Bouaghi en Algérie.

## Géographie

### Localités de la commune
La commune de El Belala est composée de 9 localités :
- Ouled Yahia
- Hamadja
- Meliana
- Sersouf
- Zitouna
- M'Hada
- Mezaz Tebessa
- Argoub Laraneb
- Boussaada